# Мавзолей на Цин Шъхуан
Мавзолеят на Цин Шъхуан (на китайски: 秦始皇陵; на пинин: Qínshǐhuáng Líng) е мавзолей край град Сиан в Централен Китай.
Изграден в памет на император Цин Шъхуан през втората половина на III век пр. Хр., погребалният комплекс включва погребалната могила на владетеля и обширен некропол около нея. На километър и половина източно от главната могила е разкрит мащабният скулптурен ансамбъл, известен като Теракотената армия – стотици реалистични теракотени скулптури на войници.
През 1987 година мавзолеят е включен в Списъка на световното наследство на ЮНЕСКО.
- Мавзолей на Цин Шъхуан